# Oberstesiefen
Oberstesiefen ist ein zu Lohmar gehörender Weiler im Rhein-Sieg-Kreis in Nordrhein-Westfalen.

## Geographie
Oberstesiefen liegt im Nordosten von Lohmar. Umliegende Ortschaften und Weiler sind Oberstehöhe im Norden, Kuckenbach,  Neuheim und Unterstesiefen im Südosten, Saal im Süden, Heide und Höffen im Südwesten sowie Grünenborn im Westen.

## Gewässer
Südöstlich von Oberstesiefen entspringt ein namenloser orographisch rechter Nebenfluss des Naafbach.

## Sehenswürdigkeiten
Nordöstlich, östlich und südöstlich von Oberstesiefen befindet sich das Naturschutzgebiet Naafbachtal.

## Verkehr
Oberstesiefen liegt bei der Kreuzung von K 16 und K 34. Das Anruf-Sammeltaxi (AST) kann über die Haltestelle Oberstehöhe genutzt werden als Ergänzung zum ÖPNV. Oberstesiefen gehört zum Tarifgebiet des Verkehrsverbund Rhein-Sieg (VRS).